# Marumba amboinicus
Marumba amboinicus is een vlinder uit de familie van de pijlstaarten (Sphingidae). De wetenschappelijke naam van de soort werd in 1861 gepubliceerd door C. Felder.